# L (serviço de metrô de Nova Iorque)

Serviço L
(14th Street–Canarsie Local)

Serviço L (14th Street–Canarsie Local) é um dos serviços de trânsito rápido  (rotas) do metrô de Nova Yorque. Sobre os sinais de estações e de rota, e no mapa do metrô oficial deste serviço é marcado por uma etiqueta cinza (), porque esta rota utiliza a linha BMT Canarsie Line. Este serviço tem 24 estações em operação.